# Pentacalia karstenii
Pentacalia karstenii là một loài thực vật có hoa trong họ Cúc. Loài này được (Hieron.) Cuatrec. mô tả khoa học đầu tiên.